# Daniëlle Vriezema
Daniëlle Esmeralda Vriezema (ur. 22 marca 1977) – holenderska judoczka. Olimpijka z Sydney 2000, gdzie odpadła w pierwszej rundzie w wadze półlekkiej.
Uczestniczka mistrzostw świata w 1999 i 2003. Startowała w Pucharze Świata w latach 1995−2006. Piąta na mistrzostwach Europy w 1999 i 2000. Wygrała uniwersjadę w 1999. Trzecia na akademickich MŚ w 1996. Brązowa medalistka igrzysk wojskowych w 2007. Zdobyła cztery medale na wojskowych MŚ.

## Letnie Igrzyska Olimpijskie 2000
| Konkurencja | Rundy eliminacyjne  | Klas. końcowa |
| Konkurencja | Przeciwnik I        | Miejsce       |
| ----------- | ------------------- | ------------- |
| 63 kg       | Vânia Ishii (BRA) P | I runda.      |